# Punbrugge
Die Punbrugge ist eine gedeckte Holzbrücke über den Villgratenbach in Panzendorf in Osttirol. Sie ist ein bemerkenswertes Beispiel der Zimmermannskunst und wird als die schönste gedeckte Holzbrücke Österreichs bezeichnet. Die Punbrugge bildet mit der über sie wachenden Burg Heinfels ein  Ensemble am Eingang des Osttiroler Hochpustertals.

## Geschichte
Erste einfache Überführungen über den Villgratenbach in Panzendorf gab es sicher schon im Mittelalter. Ein Vorgängerbau wurde erstmals 1548 als „Pannbruggen“ im Zusammenhang mit einem Ausbruch des Villgratenbaches erwähnt. Aber erst über die Vorgängerin der heutigen Holzbrücke gibt es gesicherte Quellen. Eine amtliche Beschreibung aus dem Jahr 1725 berichtet über eine 56 Klafter (106 m) lange und zum Teil überdachte Brücke in Panzendorf. Die heutige „Punbrugge“ wurde der Überlieferung nach im Jahr 1781 von schwäbischen Zimmerleuten erbaut. Der Fußgängersteg an der Südseite kam erst über 100 Jahre später dazu. Eine Ansicht aus dem Jahr 1901 zeigt die Brücke sowohl auf der Nord- als auch auf der Südseite mit einer einfachen senkrechten Verschalung und rechteckigen Lichtöffnungen. Der Fußgängersteg wurde wahrscheinlich kurze Zeit später gebaut.
Um die Punbrugge vom Straßenverkehr zu entlasten, wurde 1944 südlich davon eine breitere hölzerne Brücke gebaut, die 1958 durch eine Stahlbetonbrücke ersetzt wurde. Seit 1950 steht die alte Holzbrücke unter Denkmalschutz.

## Name
Im Osttiroler Dialekt wird die alte Holzbrücke als „Punbrugge“ bezeichnet, was sich aus dem Wort Bannbrücke erklären lässt. Daraus folgend gehörte einst die Brücke zum Bannbereich der Burg Heinfels.
Schon im Jahr 1401 wurde in einer Sillianer Pfarrurkunde eine Bannbrücke erwähnt: Erhart Mesner ze Sylian verkauft einen Acker „ob der Panprucken, Stentlärs Acker geheißen“, dem Chunzzen Füllar, um 11 Dukaten und 1 Pfund Schilling.

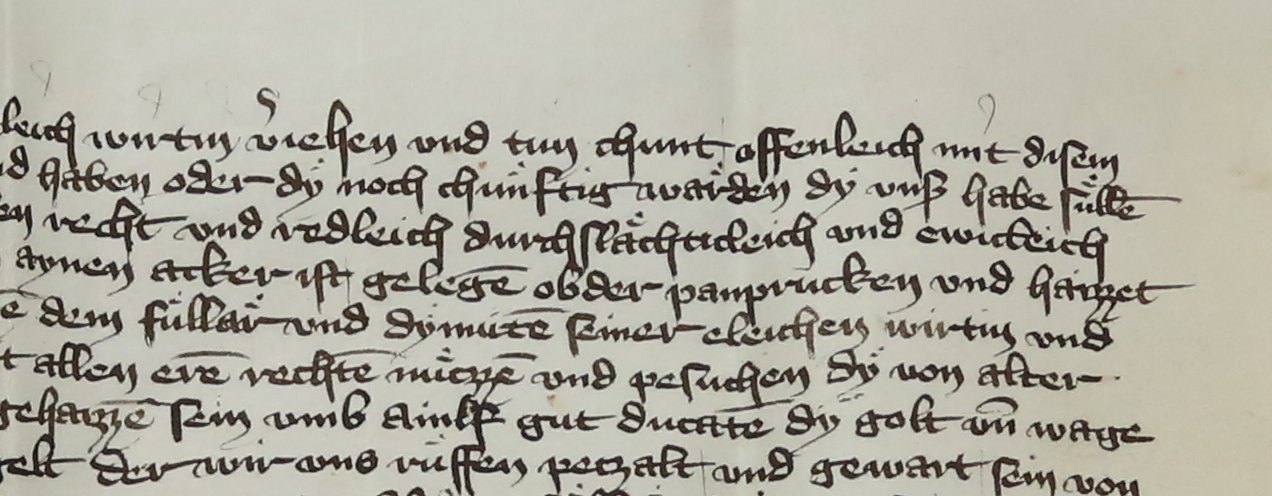

Wie aus dem „a“ ein „u“ (Panbrucke – Punbrugge) werden konnte begründet Johann E. Troyer durch eine Assonanz auf das Wort „Brugge“.

## Bauweise

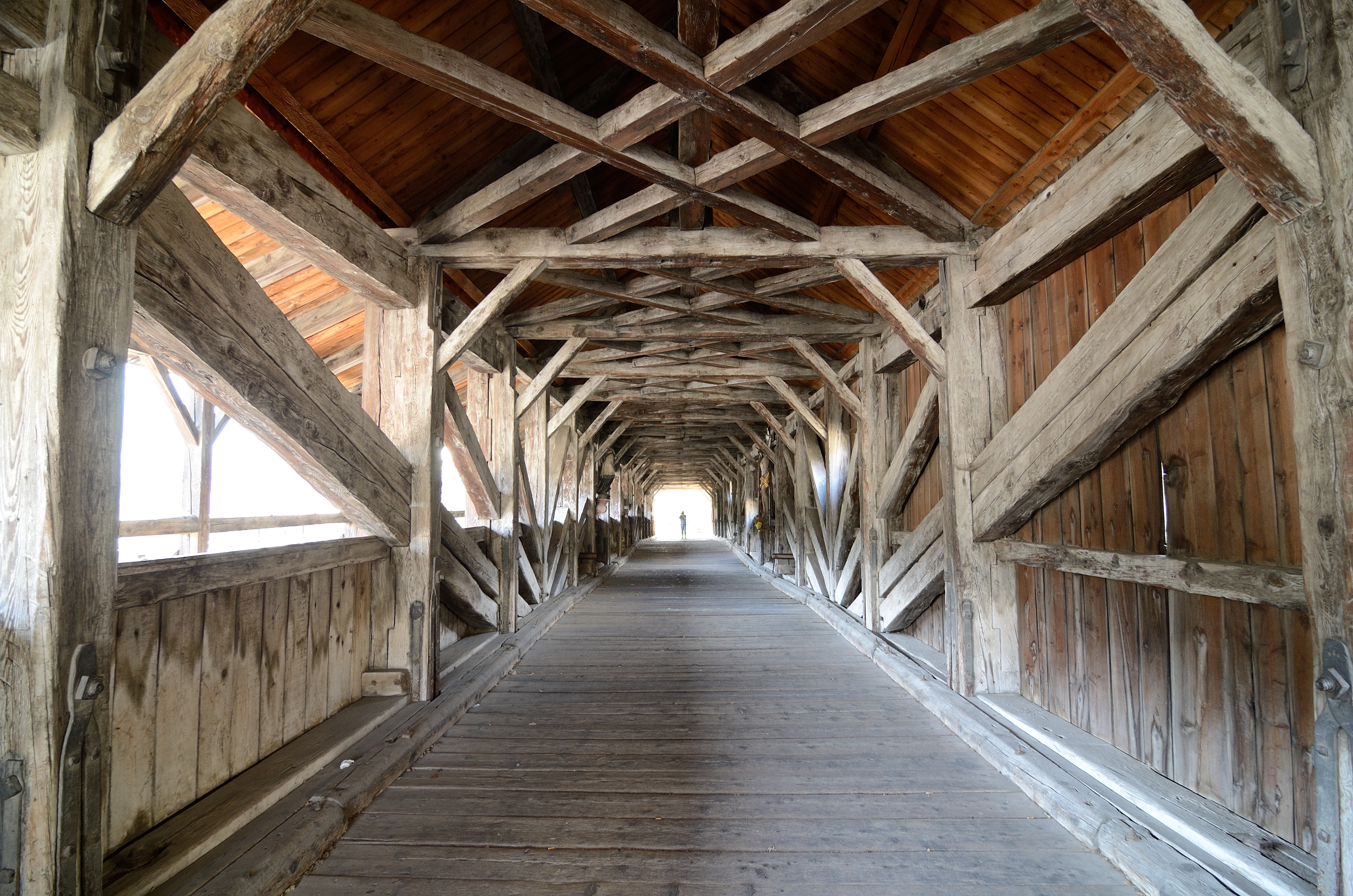
Blick über die Brücke

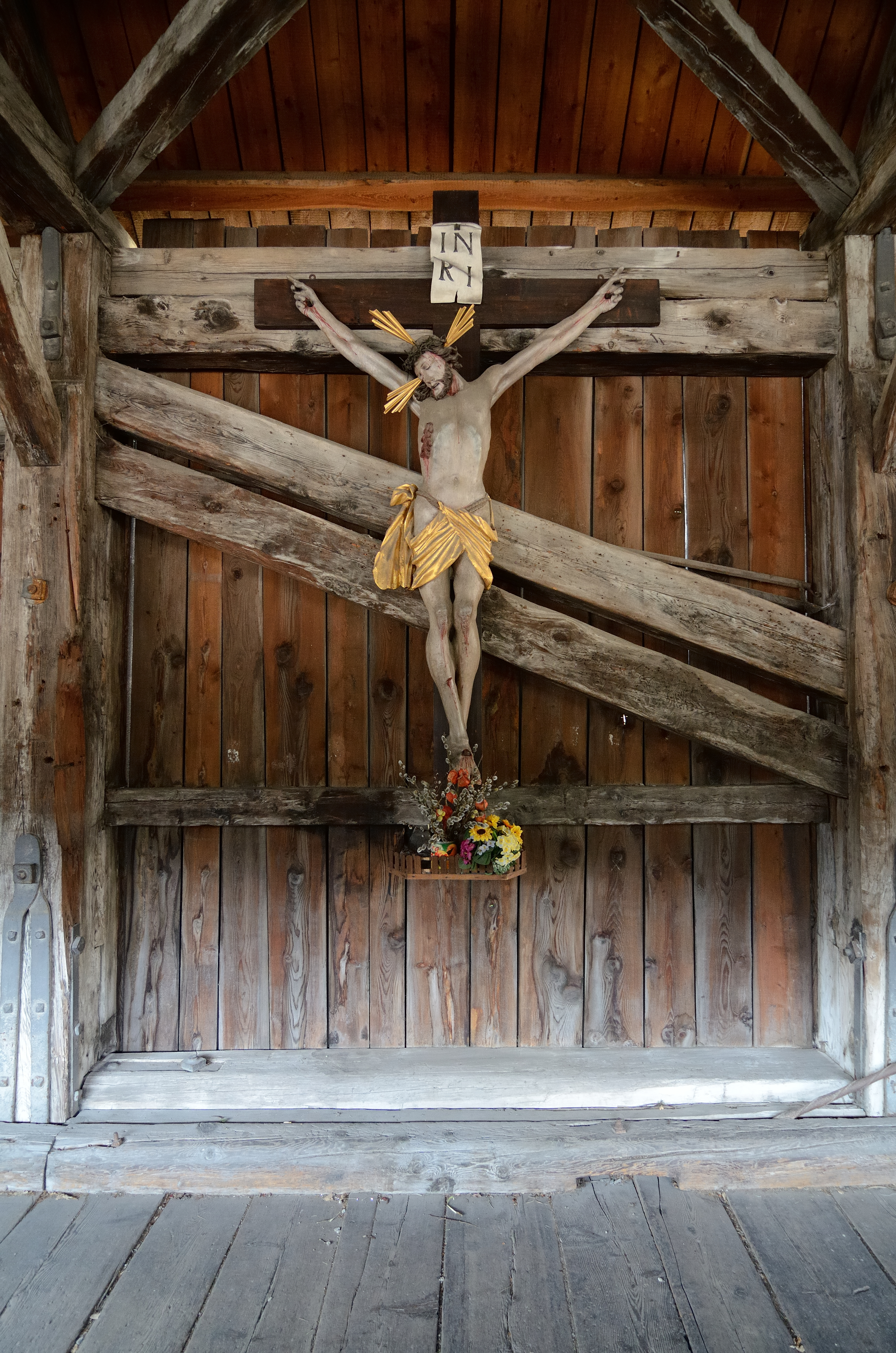
Franzosenkreuz

Die alte Holzbrücke in Panzendorf zeichnet sich nicht nur durch ihre Größe und außergewöhnliche Zimmermannsarbeit aus, sondern vor allem wegen der Konstruktionstechnik, die hier angewandt wurde. Sie zählt zu den bedeutendsten Beispielen für historische Hängewerksbrücken in Tirol. Johann E. Troyer stellt in einer Publikation fest, dass die ersten Zeugnisse dieser Brückenbauweise nicht in Osttirol zu finden sind, sondern im alemannischen Alpengebiet.
Die Tragekonstruktion, die auf zwei Pfeilern und zwei Widerlagern aus Quadersteinen ruht, besteht aus drei mächtigen Hängewerken mit insgesamt 16 Hängesäulen. Trotz ihrer massiven und kantigen Balken wirkt die Punbrugge nicht schwerfällig. Der Villgratenbach, der früher mehr Platz beanspruchte, fließt heute zwischen den beiden Pfeilern.
Die rhythmische Balkenanordnung der Hängewerke korrespondiert mit den doppelt gekreuzten Deckenverstrebungen aus Kanthölzern. Im Brückeninneren befinden sich zwei Holzskulpturen. Das sogenannte „Franzosenkreuz“ aus dem 18. Jahrhundert erinnert an die angebliche Verhinderung eines Anschlages auf das Bauwerk durch durchmarschierende französische Truppen im Zuge der Kriegshandlungen im Jahr 1797. Auf der Südseite ist eine Statue des Brückenheiligen Johannes von Nepomuk aus der Zeit um 1800 angebracht.
Sowohl das Satteldach als auch die Portale sind schlicht und einfach mit vertikalen Holzbrettern gestaltet, einzig die Stirnbretter ost- und westseitig weisen eine ornamentale Verzierung auf.
Direkt an der Brücke befindet sich der Brückenwirt. Seit 1868 ist er ein Rastplatz für Einheimische und Reisende.

## Sagen
Um die Punbrugge in Panzendorf ranken sich mehrere Legenden.
Schwäbische Zimmerleute
Von Schwäbischen Zimmerleuten auf der Durchreise soll die Punbrugge erbaut worden sein. Laut Troyer hat der Tiroler Topograf Johann Jakob Staffler in seiner Landesbeschreibung von 1847 diese Geschichte das erste Mal niedergeschrieben. Seit diesem Zeitpunkt wurde die Geschichte der Schwäbischen Zimmerleute immer wieder nacherzählt und abgeschrieben, so dass es heute wie eine geschichtliche Tatsache erscheint.
In Trude Horns Publikation über Gedeckte Holzbrücken von 1980 wird sogar von „Schwäbischen Zimmerleuten auf der Durchreise in den Banat“ gesprochen. Die Abwanderung der Schwaben in den Banat war zwar zu dieser Zeit, durch historische Quellen gesichert ist allerdings nur das Baujahr der Brücke.
Französische Truppen
Eine andere Erzählung berichtet von französischen Truppen, die nach einer Niederlage in Bozen übers Pustertal nach Spittal wanderten, dabei die Punbrugge passierten und hinter sich anzünden wollten. Dieser Vandalenakt konnte jedoch von drei Tiroler Scharfschützen, die vom Pietersberg herab die Franzosen zurückdrängten, vereitelt werden.
Auch ein weiterer spektakulärer Vorfall soll sich zu diesem Zeitpunkt zugetragen haben. Ein ungläubiger Franzose schlug aus reinem Übermut seinen Säbel in das rechte Schienbein der Christusstatue, bis Blut herausfloss. Der französische Soldat wurde dann genau an dieser Stelle schwer verwundet und verstarb kurze Zeit später in Lienz. Die verursachten Verletzungen am Christus konnten jedoch nicht mehr „geheilt“ werden.
Der Burghauptmann
Weitere mündliche Überlieferungen verbreiteten die Geschichte eines strengen Schlosshauptmannes der Burg Heinfels. Der Legende nach hat er den Fußgängersteg ausschließlich für seinen alleinigen Gebrauch errichtet. Dieses Geschehnis kann sich jedoch nicht zugetragen haben, da der Steg ziemlich sicher erst nach 1902 errichtet wurde. Die Burg Heinfels war von 1880 bis 1910 eine k.k. Militärkaserne und aus diesem Grund gab es zu diesem Zeitpunkt keinen Schlossherren mehr.
Kein Mythos
Kein Mythos  war der Hinweis an zwei Schildern, die bis in die 1950er Jahre an beiden Portalen der Brücke angebracht waren: „Schnelles Fahren und Reiten ist auf der Brücke verboten“.